# 江師古
江師古（1458年—？），字克永，湖廣武昌府蒲圻縣人，民籍，明朝政治人物。

## 生平
湖廣鄉試第八十一名舉人。弘治六年（1493年）中式癸丑科會試第一百四十三名，三甲第一百五十名進士。

## 家族
曾祖江朝宗，通判；祖父江瀾；父江旭，母李氏。慈侍下。